# Klotten
Klotten is een plaats in de Duitse deelstaat Rijnland-Palts, en maakt deel uit van de Landkreis Cochem-Zell.
Klotten telt 1.205 inwoners.

## Bestuur
De plaats is een Ortsgemeinde en maakt deel uit van de Verbandsgemeinde Cochem-Land.

## Geschiedenis
De plaats wordt reeds in een oorkonde uit het jaar 698 vermeld. De voormalige koningin van Polen, Richeza van Lotharingen, dochter van de paltsgraaf Ezzo van Lotharingen, een kleindochter van keizer Otto II, verbleef met haar drie kinderen vanaf 1040 tot 1049 waarschijnlijk in Klotten. In Klotten had zij een kapel (Sint-Nicolaaskerk) en een woontoren laten bouwen. Haar woonverblijf en de kapel waren door een brug met elkaar verbonden. Volgens een vervalste oorkonde zou zij na haar dood op 21 maart 1063 haar gehele bezit aan de door haar ouders gestichte benedictijnse abdij van Brauweiler in de buurt van Keulen hebben nagelaten. Haar sarcofaag bevindt zich nu in de Dom van Keulen, links achter het hoofdaltaar, in de Driekoningenkapel.

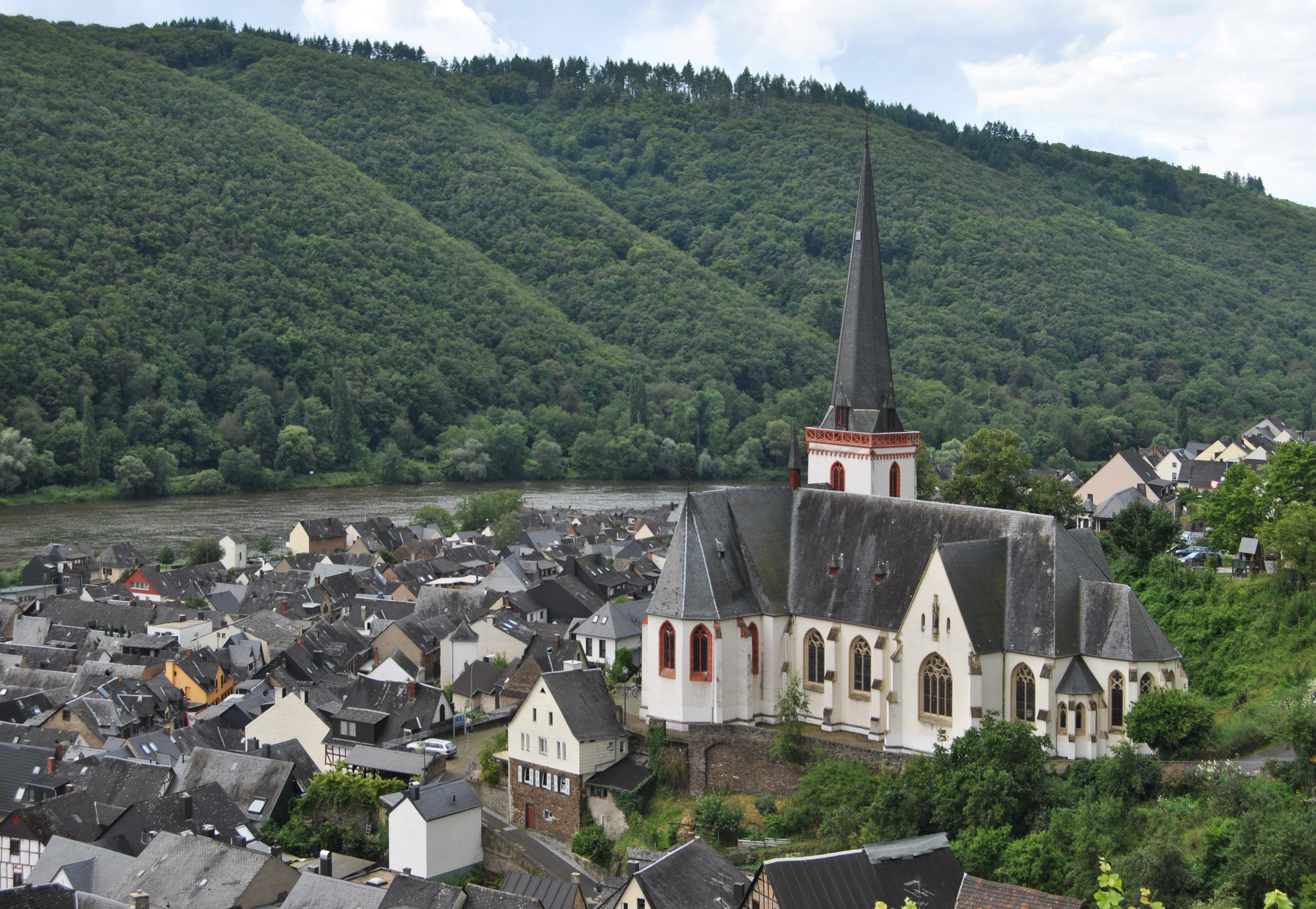
Het dorp

## Toerisme
Nabij de plaats ligt Wild- und Freizeitpark Klotten.
Alf ·
Alflen ·
Altlay ·
Altstrimmig ·
Auderath ·
Bad Bertrich ·
Beilstein ·
Beuren ·
Binningen ·
Blankenrath ·
Brachtendorf ·
Bremm ·
Briedel ·
Brieden ·
Briedern ·
Brohl ·
Bruttig-Fankel ·
Büchel ·
Bullay ·
Cochem ·
Dohr ·
Dünfus ·
Düngenheim ·
Ediger-Eller ·
Ellenz-Poltersdorf ·
Eppenberg ·
Ernst ·
Eulgem ·
Faid ·
Filz ·
Forst (Eifel) ·
Forst (Hunsrück) ·
Gamlen ·
Gevenich ·
Gillenbeuren ·
Greimersburg ·
Grenderich ·
Hambuch ·
Haserich ·
Hauroth ·
Hesweiler ·
Illerich ·
Kaifenheim ·
Kail ·
Kaisersesch ·
Kalenborn ·
Kliding ·
Klotten ·
Landkern ·
Laubach ·
Leienkaul ·
Lieg ·
Liesenich ·
Lütz ·
Lutzerath ·
Masburg ·
Mesenich ·
Mittelstrimmig ·
Möntenich ·
Moritzheim ·
Moselkern ·
Müden (Rijnland-Palts) ·
Müllenbach ·
Neef ·
Nehren ·
Panzweiler ·
Peterswald-Löffelscheid ·
Pommern ·
Pünderich ·
Reidenhausen ·
Roes ·
Sankt Aldegund ·
Schauren ·
Schmitt ·
Senheim ·
Sosberg ·
Tellig ·
Treis-Karden ·
Ulmen ·
Urmersbach ·
Urschmitt ·
Valwig ·
Wagenhausen ·
Walhausen ·
Weiler ·
Wirfus ·
Wollmerath ·
Zell ·
Zettingen